# Estudi op. 10, núm. 10 (Chopin)

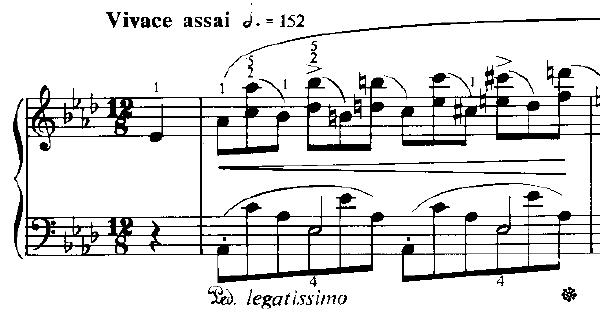
Inici de l'Estudi op.10 núm 10

L'"Estudi op. 10 núm. 10", en la bemoll major, és un dels dotze Estudis op. 10 per a piano compostos per Frédéric Chopin. Aquesta peça exigeix tècnicament a l'intèrpret pels canvis d'accent i l'atac de la tecla. La principal preocupació de Chopin en aquest treball és la varietat més àmplia possible del contacte que es pot donar, amb els continus canvis d'accent que destaca no només diferents parts del dibuix melòdic, sinó també posant l'accent en la naturalesa polifònica de la música.

## Estructura
Com a la majoria dels estudis de Chopin es poden observar tres parts o seccions. La primera secció (compassos 1-16) estableix les tres variacions bàsiques amb gairebé una línia constant d'un baix legato: en contratemps, quatre accents per compàs a la mà dreta contra els quatre accents de la mà esquerra (compassos 1-8); en les pulsacions fortes, però amb sis accents a la mà dreta contra quatre de l'esquerra (compassos 9-12); i, finalment, les dues mans en staccato sense accents.
La secció central (compassos 17-54) desenvolupa el tema de l'obertura a través d'una sèrie de modulacions (mi major, re bemoll major, la major i mi bemoll major) amb accents a la mà dreta a temps o a contratemps. Això probablement ha estat dissenyat principalment per provar les habilitats apreses en la primera secció. El clímax de la secció central s'inicia al compàs 43 i en aquest punt la mà esquerra està tocant fora de compàs mentre que la mà dreta manté quatre temps rigorosos per compàs. La peça modula de nou a la tònica de la bemoll al compàs 55.
La secció final (compassos 55-77) és una repetició del tema d'obertura, però amb diverses modulacions incloses dins dels compassos finals, tots recolzats per un pedal de dominant. La tònica apareix molt breument en aquesta secció final i no està totalment restablerta fins al compàs 69, que és la coda.